# حوزه انتخابیه هجدهم پنسیلوانیا
حوزه انتخابیه هجدهم پنسیلوانیا یک حوزه انتخابیه مجلس نمایندگان آمریکا است که در ایالت پنسیلوانیا قرار دارد.